# دمشق (أوريغون)
دمشق (بالإنجليزية: Damascus, Oregon) هي مدينة تقع في مقاطعة كلاكماس، أوريغون بولاية أوريغون في الولايات المتحدة. تبلغ مساحة هذه المدينة 41.8 (كم²)، وترتفع عن سطح البحر 217 م، بلغ عدد سكانها 10539 نسمة في عام 2010 حسب إحصاء مكتب تعداد الولايات المتحدة.

## التركيبة السكانية
قام مكتب تعداد الولايات المتحدة بتحديد بيانات التركيبة السكانية لدمشق في تعداد الولايات المتحدة. في ما يلي، التركيبة السكانية حسب تعدادي 2000 و2010.

### تعداد عام 2000
بلغ عدد سكان داماريسكوتا 2,041 نسمة بحسب تعداد عام 2000، وبلغ عدد الأسر 942 أسرة وعدد العائلات 548 عائلة مقيمة في البلدة. في حين سجلت الكثافة السكانية 164.4 نسمة لكل ميل مربع (63.5/كم2). وبلغ عدد الوحدات السكنية 1,151 وحدة بمتوسط كثافة قدره 92.7 نسمة لكل ميل مربع (35.8/كم2).
وتوزع التركيب العرقي للبلدة بنسبة 98.92% من البيض و 0.20% من الأمريكيين الأصليين و 0.24% من الأمريكيين ذوي الأصول الآسيوية و 0.20% من الأمريكيين الأفارقة و 0.39% من عرقين مختلطين أو أكثر.
بلغ عدد الأسر 942 أسرة كانت نسبة 23.5% منها لديها أطفال تحت سن الثامنة عشر تعيش معهم، وبلغت نسبة الأزواج القاطنين مع بعضهم البعض 46.4% من أصل المجموع الكلي للأسر، ونسبة 7.9% من الأسر كان لديها معيلات من الإناث دون وجود شريك، وكانت نسبة 41.8% من غير العائلات. تألفت نسبة 36.6% من أصل جميع الأسر من أفراد ونسبة 19.9% كانوا يعيش معهم شخص وحيد يبلغ من العمر 65 عاماً فما فوق. وبلغ متوسط حجم الأسرة المعيشية 2.65، أما متوسط حجم العائلات فبلغ 2.06.
بلغ العمر الوسطي للسكان 48 عاماً. وكانت نسبة 19.6% من القاطنين تحت سن الثامنة عشر، وكانت نسبة 5.2% بين الثامنة عشر والأربعة وعشرون عاماً، ونسبة 21.3% كانت واقعةً في الفئة العمرية ما بين الخامسة والعشرون حتى والأربعة وأربعون عاماً، ونسبة 23.4% كانت ما بين الخامسة والأربعون حتى الرابعة والستون، ونسبة 30.5% كانت ضمن فئة الخامسة والستون عاماً فما فوق. يوجد لكل 100 أنثى 83.0 ذكر، ويوجد لكل 100 أنثى في الثامنة عشر من عمرها فما فوق 76.0 ذكر.
بلغ متوسط دخل الأسرة في البلدة 36,188 دولار، أما متوسط دخل العائلة فبلغ 47,105 دولار. وكان متوسط دخل الذكور 31,953 دولار مقابل 23,064 دولار للإناث. وسجل دخل الفرد الخاص بالبلدة 23,146 دولار. وكانت نسبة 6.7% من العائلات ونسبة 11.7% من السكان تحت خط الفقر، وكان من هؤلاء نسبة 16.4% تحت سن الثامنة عشر ونسبة 5.7% في الخامسة والستين من العمر وما فوق.

### تعداد عام 2010
بلغ عدد سكان دمشق 10,539 نسمة بحسب تعداد عام 2010، وبلغ عدد الأسر 3,621 أسرة وعدد العائلات 2,984 عائلة مقيمة في المدينة. في حين سجلت الكثافة السكانية 657.0 نسمة لكل ميل مربع (253.7/كم2). وبلغ عدد الوحدات السكنية 3,769 وحدة بمتوسط كثافة قدره 235.0 لكل ميل مربع (90.7/كم2).
وتوزع التركيب العرقي للمدينة بنسبة 91.3% من البيض و 0.6% من الأمريكيين الأصليين و 3.4% من الأمريكيين ذوي الأصول الآسيوية و 0.2% من سكان جزر المحيط الهادئ و 0.6% من الأمريكيين الأفارقة و 2.6% من عرقين مختلطين أو أكثر.
بلغ عدد الأسر 3,621 أسرة كانت نسبة 36.7% منها لديها أطفال تحت سن الثامنة عشر تعيش معهم، وبلغت نسبة الأزواج القاطنين مع بعضهم البعض 72.5% من أصل المجموع الكلي للأسر، ونسبة 6.2% من الأسر كان لديها معيلات من الإناث دون وجود شريك، بينما كانت نسبة 3.8% من الأسر لديها معيلون من الذكور دون وجود شريكة وكانت نسبة 17.6% من غير العائلات. تألفت نسبة 12.5% من أصل جميع الأسر من أفراد ونسبة 4.6% كانوا يعيش معهم شخص وحيد يبلغ من العمر 65 عاماً فما فوق. وبلغ متوسط حجم الأسرة المعيشية 3.16، أما متوسط حجم العائلات فبلغ 2.90.
بلغ العمر الوسطي للسكان 43.2 عاماً. وكانت نسبة 25% من القاطنين تحت سن الثامنة عشر، وكانت نسبة 6.8% بين الثامنة عشر والأربعة وعشرون عاماً، ونسبة 20.6% كانت واقعةً في الفئة العمرية ما بين الخامسة والعشرون حتى والأربعة وأربعون عاماً، ونسبة 34.2% كانت ما بين الخامسة والأربعون حتى الرابعة والستون، ونسبة 13.3% كانت ضمن فئة الخامسة والستون عاماً فما فوق. وتوزع التركيب الجنسي للسكان بنسبة 50.8% ذكور و49.2% إناث.

## وصلات خارجية
- www.ci.damascus.or.us نسخة محفوظة 12 يوليو 2016 على موقع واي باك مشين.
- The US50 - Cities and Towns in Oregon State